# اسدلی
اسدلی، روستایی از توابع بخش مرکزی شهرستان بجنورد در استان خراسان شمالی ایران است. این روستا در کنار گردنه ای معروف به نام گردنه ی اسدلی قرار دارد که در فصل زمستان اهالی شهر بجنورد برای تیوب سواری و تفریح به آنجا می روند.

## جمعیت
این روستا در دهستان آلاداغ قرار دارد و براساس سرشماری مرکز آمار ایران در سال ۱۳۸۵، جمعیت آن ۳۲۸ نفر (۷۶خانوار) بوده‌است.